# Gerrit Terpstra (politicus)
Gerrit Heert Terpstra (Buitenpost, 4 juni 1940) is een Nederlands politicus voor het Christen-Democratisch Appèl (CDA) en vakbondsbestuurder.
Terpstra was van 1964 tot 1978 economisch medewerker van het Christelijk Nationaal Vakverbond (CNV), daarna tot 1986 CNV-bestuurder.
Voor de oprichting van het CDA was hij lid van de Anti-Revolutionaire Partij (ARP). Hij was in de periode 1986-1998 lid van de Tweede Kamer, en was voor de Tweede Kamerverkiezingen 1998 nummer 34 op de CDA-kandidatenlijst en werd niet herkozen. In de periode 1999-2003 was hij lid van de Provinciale Staten van Utrecht. Van 10 juni 2003 tot 9 juni 2015 was hij lid van de CDA-fractie in de Eerste Kamer. In de Eerste Kamer hield hij zich bezig met financiën, economische zaken, landbouw, natuur en voedselkwaliteit.
- Parlement.com: vg09llof9ry2